# Antinephele camerounensis
Antinephele camerounensis är en fjärilsart som beskrevs av Clark 1937. Antinephele camerounensis ingår i släktet Antinephele och familjen svärmare. Inga underarter finns listade i Catalogue of Life.